# 白上吹雪
白上吹雪（日语：／ Shirakami Fubuki */?）是日本虛擬YouTuber、虛擬偶像。所屬事務所為hololive。

## 人物設定
白上吹雪是由設計的狐狸擬人御宅族虛擬YouTuber，性格害羞安靜，但其實喜歡與人交流。頭髮上綁著三股辮，並有一根呆毛。左耳佩戴一個耳環。喜歡吃玉米和喝茶，對應的emoji是🌽。她隸屬於hololive一期生，是Hololive Gamers成員及隊長，以「司空部」（すこん部）稱呼粉絲。

## 經歷

### 2018年
- 6月1日，在YouTube正式出道[5]。
- 6月16日，Youtube訂閱人數突破1萬人。[6]

### 2019年
- 1月30日，首次在bilibili直播。[7]
- 3月16日，YouTube訂閱人數突破10萬人紀念直播。[8]
- 4月27日，於出場[9]。
- 10月5日，於出場[10]
- 11月16日，舉辦個人演唱會「Congratulations!! FUBUKI BIRTHDAY PARTY.2019」。[11]
- 11月21日，hololive和《碧藍航線》合作，作為驅逐艦登場，其餘合作的成員分別為空母的時乃空、潛水艇的湊阿庫婭、驅逐艦的夏色祭、重巡艦的百鬼绫目、空母的大神澪和輕航母的紫咲詩音。
- 12月29日，於株式会社Appland舉辦的「V-RIZIN2019」上出場[12]。

### 2020年
- 1月24日，出演在豐洲PIT舉辦的hololive [13]。
- 2月4日，在YouTube上傳第一首原創歌曲「Say! Fanfare!」（Say!ファンファーレ!）。[14]
- 4月19日，YouTube訂閱人數突破50萬人。
- 8月1日，bilibili訂閱突破100萬人。[15]
- 8月20日，在武士道的出場[16][17]
- 11月5日，YouTube訂閱人數突破100萬人[18][19]。

### 2021年
- 7月3日，YouTube訂閱人數突破150萬人。

### 2022年
- 10月25日，YouTube訂閱人數突破200萬人[20][21][22]。

### 2024年
- 5月25日、26日，出演在國立代代木競技場第一體育館舉辦的「hololive GAMERS fes. 超超超超ゲーマーズ」[23]。

### 2025年
- 2月13日在日本橫濱 Pia Arena MM (ぴあアリーナMM) 舉辦第一次個人演唱會「FBKINGDOM "ANTHEM"」[24]，客串的來賓有櫻巫女與星街彗星。
- 7月5日、6日，出演在埼玉超級競技場舉辦的「hololive GAMERS fes. 超超超超ゲーマーズ2」[25]。

## 音乐作品

### 專輯
| 標題                 | 發售日         | 規格編號 |
| -------------------- | -------------- | -------- |
| Shirakami Cafe Music | 2019年8月12日  | 網路發售 |
| Shirakami FINE!!     | 2019年12月31日 | 網路發售 |

| Shirakami Cafe Music | Shirakami Cafe Music           | Shirakami Cafe Music | Shirakami Cafe Music |
| 曲序                 | 曲目                           | 演唱者               | 时长                 |
| -------------------- | ------------------------------ | -------------------- | -------------------- |
| 1.                   | Brand New Life                 | 白上吹雪             | 3:34                 |
| 2.                   | ねぇ…                          | 白上吹雪             | 3:55                 |
| 3.                   | Brand New Life（Instrumental） |                      | 2:15                 |
| 4.                   | ねぇ…（Instrumental）          |                      | 2:49                 |
| 5.                   | April                          |                      | 3:08                 |
| 6.                   | March Bossa                    |                      | 3:39                 |
| 7.                   | FAMS                           |                      | 3:27                 |
| 8.                   | Petit Swing                    |                      | 2:42                 |
| 9.                   | TOKIWA                         |                      | 1:58                 |
| 10.                  | Sweeping                       |                      | 1:27                 |
| 总时长：             | 总时长：                       | 总时长：             | 28:54                |

| Shirakami FINE!! | Shirakami FINE!!                          | Shirakami FINE!! |
| 曲序             | 曲目                                      | 时长             |
| ---------------- | ----------------------------------------- | ---------------- |
| 1.               | FINE!!（feat. 白上吹雪）                  | 3:42             |
| 2.               | Call Our Name（feat. 白上吹雪）           | 3:51             |
| 3.               | Play the Game（feat. 白上吹雪）           | 4:25             |
| 4.               | FINE!!（Instrumental Arrangement）        | 3:42             |
| 5.               | Call Our Name（Instrumental Arrangement） | 3:51             |
| 6.               | Play the Game（Instrumental Arrangement） | 4:25             |
| 总时长：         | 总时长：                                  | 23:56            |

## 出演

### 電視動畫
- りばあす （2020年8月21日、本人 / 白上吹雪）[26]
- 偵探已經，死了。（2021年7月、本人 / 白上吹雪）[27][5]

### 電視節目
※為網路直播
- 突撃！すっゲーマー（2019年2月2日、中京テレビ放送）[28]
- REALITY FESTIVAL3（2019年8月12日—18日、REALITY※）[29]
- 週刊MoguLive!（2019年11月12日、REALITY※・YouTube※）ゲスト出演[30]
- NHKバーチャル紅白歌合戦（2020年1月1日、NHK総合テレビジョン）副音声実況トーク[31]
- bilibili春のV祭り 赏樱会（2020年3月22日、bilibili※・ニコニコ生放送※）[32]
- ニコニコ超会議 超東方ステーション（2020年4月12日、ニコニコ生放送※）[33]
- エンタメサーチバラエティ プレミアの巣窟＜Mナイト＞（2021年3月22日・フジテレビ）

### 廣播節目
※為網路直播
- ホロライブpresents Vのすこんなオタ活なんだワ！（2020年5月6日—、響 - HiBiKi Radio Station ※）[34]

### 劇場版
2023年
- 假面騎士THE WINTER MOVIE GOTCHARD & GEATS 最強克米☆GOTCHA大作戰（GEATS克米）

### 遊戲
2019年
- 暁のブレイカーズ（白上フブキ）
- Super Animal Royale（2019年）
- 碧藍航線（白上フブキ）

2020年
- Muse Dash
- VVV 戰機少女（白上吹雪）

（白上フブキ） - DLC追加キャラクター
- D4DJ Groovy Mix say!ファンファーレ!が追加されている

2021年
- 小魔女諾貝塔 聲演 莫妮卡
- BanG Dream! 少女樂團派對 與「Hello, Happy World!」合作翻唱

2022年
- AQUARIUM。 飾 主角姐姐

2025年
- Holo's花牌（白上吹雪）

中止
- サクラ革命 〜華咲く乙女たち〜

### 演唱會／活動
單獨
- Congratulations!! FUBUKI BIRTHDAY PARTY.2019（2019年11月16日、日本国内4会場・日本国外1会場）
- 白上フブキ1stソロライブ FBKINGDOM ANTHEM (2025年2月13日、ぴあアリーナMM)

合辦
- Bilibili Macro Link-Visual Release 2019（2019年7月19日、梅賽德斯奔馳文化中心（上海市））
- Vアニ イベントステージ（2019年8月13日、 cluster）
- FAMS FAN MEETING −俺達の夏休み延長戦–（2019年9月15日、マックスシネマ#池袋HUMAXシネマズ・関西テレビなんでもアリーナ・伏見ミリオン座・ニコニコ生放送）
- V-RIZIN2019（2019年12月29日、さいたまスーパーアリーナ）
- hololive 1st Fes. ノンストップ・ストーリー（2020年1月24日、豊洲PIT）
- VTuber Fes Japan（2020年4月18日・19日（延期）、ニコニコ生放送）
- BilibiliWorld 2020（2020年8月7日—9日、上海新国際博覧中心〈上海市〉）
- 日清食品 POWER STATION [REBOOT] vol.ZERO 〜チケット発売直前スペシャル〜（2020年11月8日 日清食品 POWER STATION REBOOT 司会進行）
- hololive 2nd fes.Beyond the Stage Supported By Bushiroad STAGE2（2020年12月22日 ニコニコ公式有料生放送&SPWN）
- ホロライブ×ジョイポリス HAPPY PARTY『ホロ×マッチ』（2021年1月23日 東京台場・ジョイポリス）
- VTuber Fes Japan 2021（2021年1月30日・31日 川口総合文化センター・リリア）
- hololive IDOL PROJECT 1st Live.『Bloom,』（2021年2月17日 ニコニコ生放送&SPWN）
- VARK Presents. hololive Virtual LIVE series in VARK『Cinderella switch 〜ふたりでみるホロライブ〜』vol.5（2021年4月24日、VARK）
- hololive 1st Generation 3rd Anniversary LIVE「from 1st」（2021年5月28日 SPWN）

其他
- 第 9 世代インテル Core i9-9900K プロセッサー発売記念 ゲーマー応援イベント～ Core i9 がゲームをもっと楽しくする！～（2018年11月23日、秋葉原）
- bilibili at COMICUP24（2019年6月7日・8日、上海新国際博覧中心（上海市））
- ニコニコ超会議2019 超bilibili Vupステージ（2019年4月27日、幕張メッセ）
- Fate/Grand Order EXPO Shanghai 2019（2019年8月31日・9月1日、上海新国際博覧中心（上海市））
- 土星獎 授賞式（2019年9月13日、仮リンクアヴァロンハリウッド（Hollywood））
- HIMEHINA1stONE-MAN LIVE「心を叫べ」（2019年9月27日、EX THEATER ROPPONGI）ビデオメッセージ出演
- V-Carnival（2021年4月4日 オンライン）

### 其他
- VTuberチップス（2019年）コラボレーション[74]
- V×R GAME ーナゾトキバレンタイン（2020年2月7日—3月1日、ラゾーナ川崎プラザ）[75]

## 聯名合作
- ANIPLUS
- 利休園
- 執事眼鏡eyemirror[76]。
- GiGO
- bandai
- ミニ四駆
- いきなり！ステーキ
- 伊豆箱根鐵道[77]
- 富士急樂園
- 太平洋聯盟
- 日本赤十字社 赤十字血液センター
- 公益財団法人日本AED財団
- 探偵はもう、死んでいる
- Muse Dash（白上吹雪）
- 战舰世界（2020年7月1日至17日，白上吹雪、宝钟玛琳参加联动，仅限直营服；2023年5月5日至19日，獅白牡丹、華生·艾米莉亞、小鳥遊琪亞拉、Moona Hoshinova加入联动）[78]
- サクラ革命 ～華咲く乙女たち～
- 戰機少女系列（ブイブイブイテューヌ，时乃空、萝卜子、樱巫女、白上吹雪、湊阿库娅、癒月巧可、戌神沁音、白银诺艾尔、宝钟玛琳出场[79]）
- 小魔女諾貝塔 (白上吹雪、尾丸波爾卡、白銀諾艾爾擔任角色配音)[80]
- Among Us（白上吹雪 大神澪 貓又小粥 戌神沁音 兔田佩克拉 寶鐘瑪琳 Moona,Risu,Gura,Amelia）
- ReBIRTH for you（日语：Reバース for you），hololive全员[81]
- 東武動物公園（白上吹雪、大神澪、貓又小粥、戌神沁音、兔田佩克拉、獅白牡丹）
- 讀賣巨人
- 方舟指令，（白上吹雪、夏色祭、湊阿库娅）
- 碧蓝航线（2019年11月27日至12月11日，时乃空、白上吹雪、夏色祭、大神澪、湊阿库娅、紫咲诗音、百鬼绫目参加联动）[82]
- Tokyo 7th シスターズ（時乃空、星街彗星、AZKi）